# Bankalar Caddesi
A Bankalar Caddesi ("Rua dos Bancos"), também conhecida como Voyvoda Caddesi (Rua do Voivoda), situada no bairro histórico de Gálata (que faz parte do distrito de Beyoğlu), em Istambul, Turquia, foi o centro financeiro do Império Otomano a partir do século XIX. Ali tinham a sua sede as principais instituições bancárias, de seguros e outras empresas financeiras, nomeadamente o banco central otomano, ali fundado em 1856 como Bank-ı Osmanî e depois reorganizado e rebatizado em 1863 como Bank-ı Osmanî-i Şahane. A Bolsa de Valores Otomana (Dersaadet Tahvilat Borsası), criada em 1866, também funcionou na Bankalar Caddesi, até ser transferida para İstinye em 1995. Grande parte dos edifícios da rua ainda são propriedade e são usados por instituições financeiras, embora grande parte delas tenham mudado as suas sedes para os novos centros financeiros de Levent e Maslak a partir dos anos 1980 e 1990.
A estação inferior do funicular do Tünel, a segunda linha ferroviária subterrânea urbana mais antiga do mundo (depois de Londres), encontra-se junto à entrada oriental da Bankalar Caddesi.
A escadaria de Camondo (Kamondo Merdivenleri), uma obra oferecida à cidade pelo banqueiro otomano-veneziano judeu Abraão Salomon Camondo em 1860, que aparece numa fotografia famosa do fotógrafo francês Henri Cartier-Bresson, liga a Bankalar Caddesi à Rue Camondo (atualmente Banker Sokağı), que dá acesso ao bairros chiques do século XIX  onde se encontram as ruínas do palácio genovês Palazzo del Comune, construído em 1316 por Montano de Marinis, o podestà (espécie de regedor ou governador) de Gálata, que nesse tempo era uma colónia genovesa.
Outra construção histórica importante da rua é o Bereket Han, um edifício de escritórios construído em 1880.